# SKE48
SKE48 este o formație pop japoneză de fete, formată în 2008 la inițiativa textierului și producătorului japonez Yasushi Akimoto. Este a 2-a formatie 48 din 7.
În momentul de față acest grup este format din 3 echipe: Team S, Team K și Team E, fiecare cu câte 16 fete,, în total 59 de membri.
SKE48 se bucură de mare popularitate în Japonia, la fel ca si AKB48.
Members:
Korea Selatan 
Korea Selatan 
Jepang 
Jepang 
Korea Selatan 
Amerika 
Korea Selatan 
Korea Selatan 
Indonesia 